# Kwaremont
Kwaremont is een dorpje in de Belgische provincie Oost-Vlaanderen en een deelgemeente van Kluisbergen, het was een zelfstandige gemeente tot aan de gemeentelijke herindeling van 1971. De plaats ligt in de Vlaamse Ardennen en is bij wielerminnend Vlaanderen vooral bekend door de hellingen, de Kwaremont en de Oude Kwaremont, in het dorp.

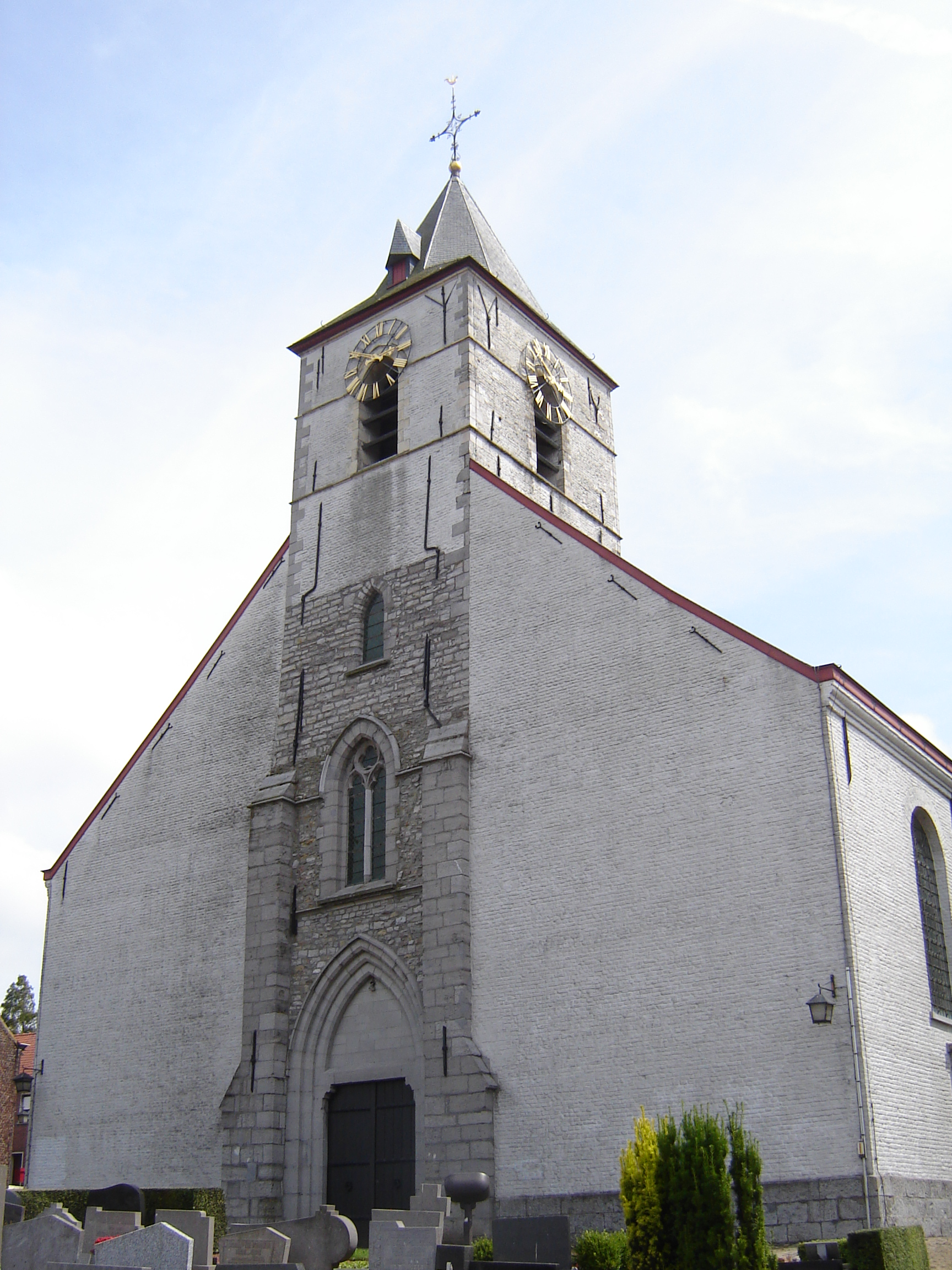
Sint-Amanduskerk

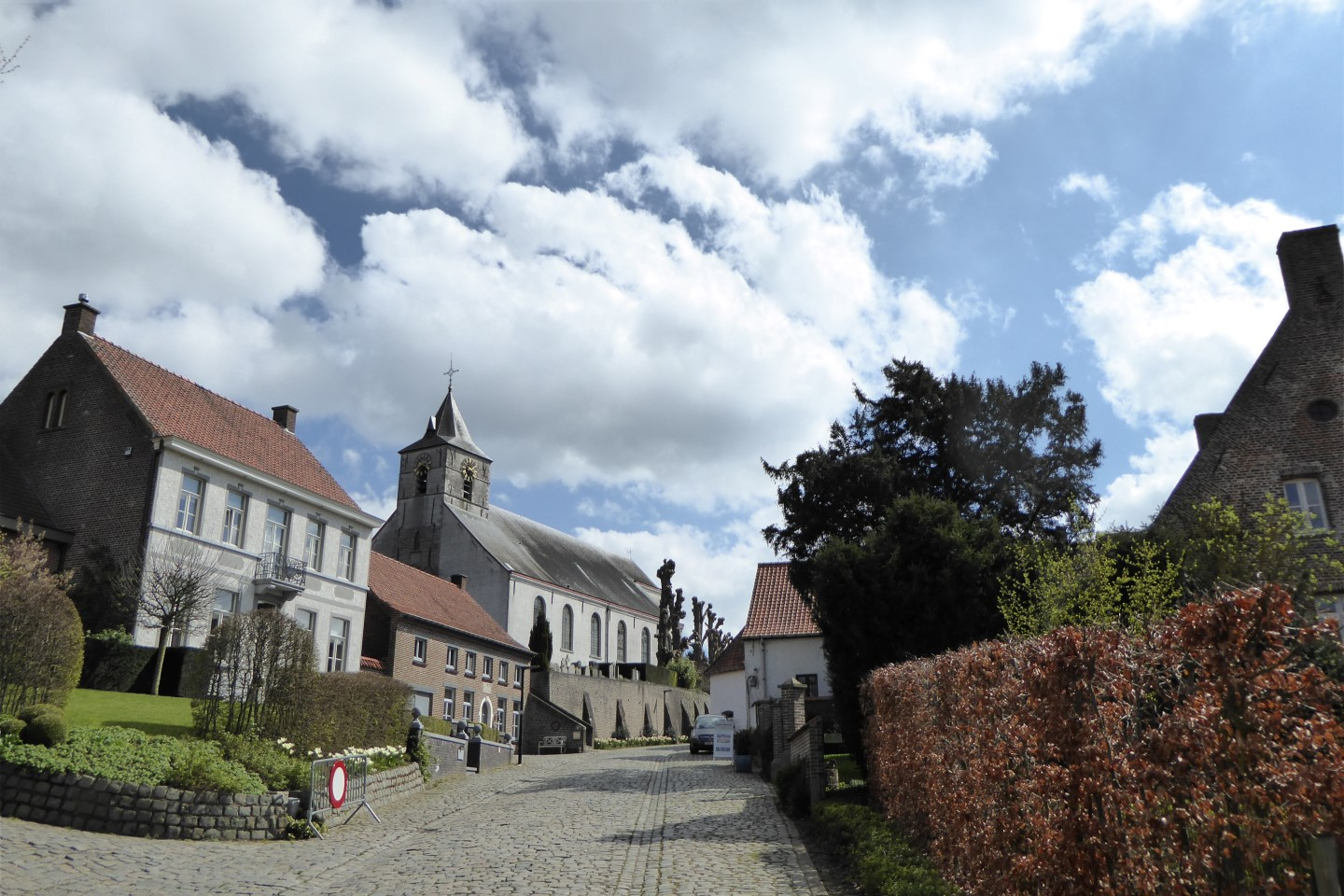
Dorpskern

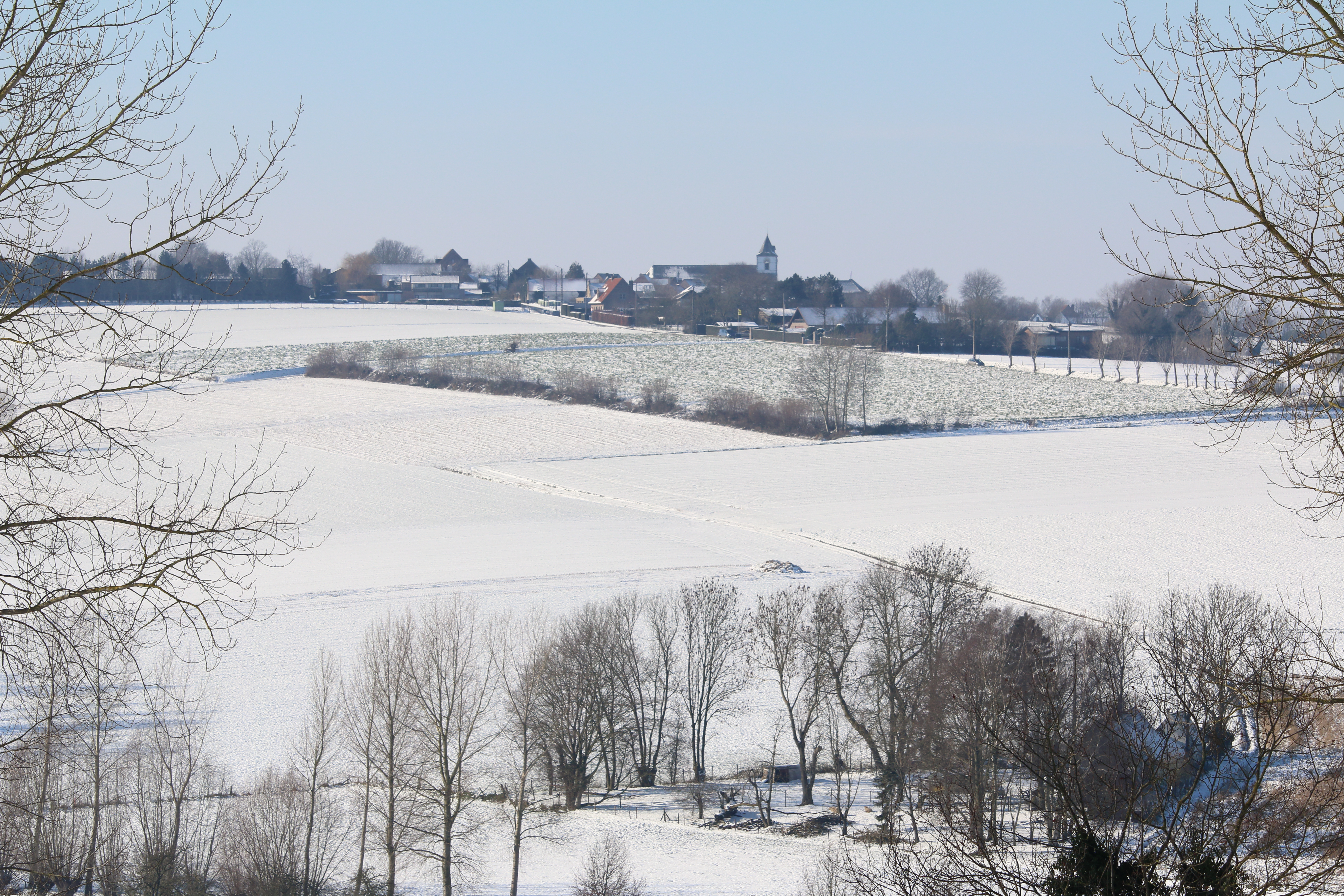
Zicht op Kwaremont

## Geschiedenis
Onder meer op de Paterberg werden voorwerpen uit de Michelsbergcultuur aangetroffen. Al in 1816 werd een Gallo-Romeinse muntschat aangetroffen. Ook overblijfselen van Romeinse villa's zijn uit de omgeving van Kwaremont bekend. Een heerbaan liep van Kerkhove door het huidige Kwaremont naar Blicquy en Bavay.
De oudste schriftelijke vermelding van Kwaremont is van 1119. De naam is van Gallo-Romeinse oorsprong en betekent "vierkante berg". In het betreffende document wordt het patronaatsrecht van de plaatselijke capella geschonken aan de Abdij van Saint-Thierry bij Reims.
Bestuurlijk hoorde Kwaremont bij de heerlijkheid Kwaremont-Zulzeke, en in de 16e eeuw werd Ruien daaraan toegevoegd.
Kort na de Tweede Wereldoorlog vestigden zich heel wat kunstenaars in Kwaremont. Ook begin 21e eeuw werken er nog veel kunstenaars en zijn er veel kunstgaleries. Ook het toerisme is een bestaansbron in Kwaremont.

## Demografische ontwikkeling
- Bronnen:NIS, Opm:1831 tot en met 1970=volkstellingen

## Bezienswaardigheden
- De witgekalkte Sint-Amanduskerk dateert uit 1787.[1]
- Kasteel Calmont staat nabij het Kluisbos. Een 19e-eeuwse dienstwoning ervan werd uitgevoerd als een Zwitsers chalet, een unicum in de streek.
- De dorpskom met kasseibestrating[2]
- Het monument voor Karel Van Wijnendaele aan de Ronde van Vlaanderenstraat

## Natuur en landschap
Kwaremont ligt in de Vlaamse Ardennen, de hoogte varieert van 15 meter in de Scheldevallei tot 125 meter op een uitloper van de Kluisberg. Verder zijn er de Paterberg en de Kwaremontberg. Op de hellingen van de heuvels ontspringen beekjes die uiteindelijk naar de Schelde vloeien. Op de hellingen zijn bossen aanwezig en in de nabijheid van de Schelde zijn vochtige meersen.

## Trivia
Er is een bier met de naam Kwaremont, dat wordt gebrouwen door Brouwerij De Brabandere.

## Politiek
Kwaremont had een eigen gemeentebestuur en burgemeester tot de fusie van 1971. Burgemeesters waren:
- 1947 - ?: Achiel De Keyser
- 1965-1970 : Gies Cosyns

## Nabijgelegen kernen
Berchem, Russeignies, De Klijpe, Zulzeke
Deelgemeenten: Berchem · Kwaremont · Ruien · Zulzeke

Belgische gemeenten · Arrondissement Gent · Oost-Vlaanderen · Vlaanderen